# Paripochira excavatipennis
Paripochira excavatipennis là một loài bọ cánh cứng trong họ Cerambycidae.